# Amanozako

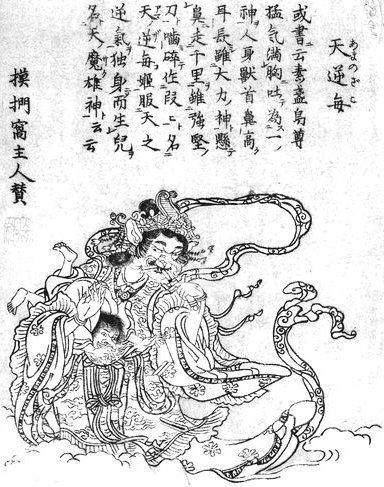
Illustrazione di amanozako dal "Konjaku gazu zoku hyakki" di Toriyama Sekien

Amanozako (天逆毎?) è una dea giapponese menzionata nel Kujiki. Si ritiene comunemente che sia l'antenata del tengu e dell'amanojaku.

## Descrizione
L'enciclopedia del periodo Edo Wakan Sansai Zue (Volume 44, Chi tori-tsuki tengu tenma osu (治鳥 付 天狗 天魔雄?) riporta che nacque quando il dio Susanoo esalò l'energia feroce che si era accumulata nel suo corpo e che questa energia prese forma in Amanozako. Sebbene il suo aspetto sia simile a quello umano, il suo volto è quello di una bestia, con un lungo naso, lunghe orecchie e zanne.
Se le cose non procedono secondo i suoi desideri, impazzisce, scagliando persino potenti divinità a migliaia di chilometri di distanza, e si dice che le sue zanne siano forti da poter masticare lame di metallo, facendole a pezzi.
Amanozako è nota per essere una dea che va contro il conformismo, agendo in senso opposto a ciò che la società e le norme sociali si aspettano.
Ha un figlio, al quale, a causa del suo comportamento ostinato, ha dato vita da sola. Amanosaku è la progenie di Amanozako e si dice che sia altrettanto terribile e disobbediente quanto lei. A quanto pare, Amanosaku ha fatto impazzire tutti gli 8 milioni di dei in cielo e per questo motivo è stato nominato sovrano di ogni kami malvagio e problematico.
Amanozako è stato illustrato da Toriyama Sekien nel terzo volume del suo Konjaku gazu zoku hyakki.

## Nella cultura popolare
Amanozako fa la sua prima apparizione nel franchise di lunga data Megami Tensei come uno dei suoi tanti demoni in Shin Megami Tensei V del 2021. A differenza della maggior parte delle rappresentazioni di lei in cui ha un aspetto piuttosto mostruoso, il gioco la raffigura come una creatura fatata più piccola con un aspetto più carino paragonabile a quello della sua iconica Pixie. Agisce come compagna del protagonista del gioco durante tutto il gioco dopo averlo trovato vagare per il Da'at del gioco.